# Lamprospora minuta
Lamprospora minuta är en svampart som först beskrevs av Josef Velenovský, och fick sitt nu gällande namn av Svrcek 1977. Lamprospora minuta ingår i släktet Lamprospora och familjen Pyronemataceae.   Inga underarter finns listade i Catalogue of Life.